# Napoléon Alkan
Napoléon Alexandre Alkan (geboren als Napoléon Alexandre Morhange; * 2. Februar 1826 in Paris; † 29. August 1906 ebenda) war ein französischer Komponist und Musikpädagoge.

## Leben und Wirken
Alkan, 1826 in der französischen Hauptstadt geboren, wurde 1835 Schüler am Conservatoire de Paris, wo er bei Pierre Zimmermann Klavier, bei François Benoist Orgel und bei Adolphe Adam Kontrapunkt und Fuge studierte. 1850 gewann er den Ersten Second Grand Prix de Rome mit der dreistimmigen Szene Emma et Eginhard nach einem Gedicht von Anne Bignan.
Bereits seit 1845 unterrichtete er am Conservatoire als Repetitor für Solfège, von 1857 bis 1896 war er Professor für Solfège. Er komponierte eine Anzahl von originalen Klavierwerken und Klaviertranskriptionen von Werken klassischer Komponisten wie Mozart und Haydn.
Alkan war eines von sechs Kindern des Alkan Morhange, die als Nachnamen den Vornamen ihres Vaters übernahmen. Sie besuchten alle mit Erfolg das Conservatoire de Paris. Celeste Mayer-Marix (* 25. Februar 1811; † 1891) begann ihre Ausbildung am Conservatoire siebenjährig und gewann im Alter von elf Jahren den ersten Preis im Fach Solfège. Sie betrieb mit ihrem Mann Mayer-Marix einen Musikalienhandel in Paris. Charles Valentin Alkan wurde ein bekannter Komponist und Klaviervirtuose. Ernest Alkan (* 11. Juli 1816; † 1876) war ein Schüler von Jean-Louis Tulou und wurde als Flötist bekannt. Von Maxime Alkan (* 28. Mai 1818; † 1891) sind einige Tänze für das Klavier überliefert. Das jüngste der Geschwister war Gustave Alkan (* 24. März 1827; † 1882).